# Triosteum

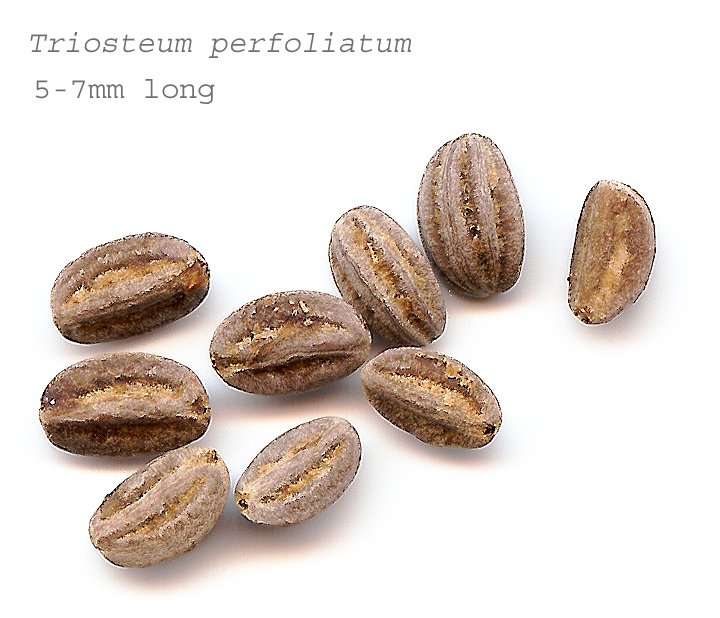
Hạt của Triosteum perfoliatum

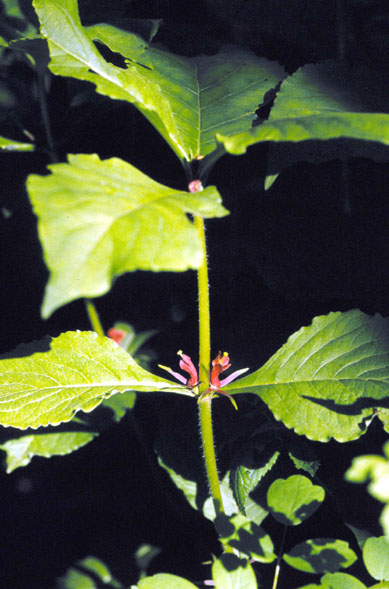
Triosteum perfoliatum

Triosteum, thường được gọi chung là long đởm, hay đình tử biều chúc (莛子藨属) trong tiếng Hán, là một chi thực vật có hoa nằm trong họ Kim ngân, bao gồm 6 loài chính thức, trong đó có ba loài có nguồn gốc ở Bắc Mỹ, còn lại là ở Đông Á.
Trong tiếng Hy Lạp, tria có nghĩa là "số 3", và osteon là "xương", ám chỉ đến 3 khía rãnh trên hột của quả.

## Mô tả
Triosteum là cây thân thảo lâu năm. Mỗi cây đều có một hoặc nhiều thân rỗng, đứng thẳng, phủ đầy lông tơ, cao tầm 30 cm đến 1,2 mét. Lá mọc xen kẽ, có dạng hình trứng hoặc hình mũi giáo, lông tơ thưa thớt. Hoa có màu trắng hoặc màu tím, mọc ở các nách lá. Quả hạch, có nhiều màu như trắng, vàng, cam hoặc đỏ, tùy thuộc vào các loài.

## Các loài
5 loài và 1 thứ là được chính thức công nhận. Loài thứ 6 (Triosteum himalayanum) được cho là thuộc chi Lasianthus của họ Thiến thảo:
- Triosteum angustifolium, loài bản địa của miền đông Hoa Kỳ
- Triosteum aurantiacum, loài bản địa của miền đông Hoa Kỳ
- Triosteum aurantiacum var. illinoense, đặt theo tên của bang Illinois (Hoa Kỳ)
- Triosteum himalayanum[6] (?), loài bản địa của Trung Quốc, Bhutan, Nepal và Ấn Độ
- Triosteum perfoliatum, loài bản địa của miền đông Hoa Kỳ
- Triosteum pinnatifidum[7], loài bản địa của Trung Quốc và Nhật Bản
- Triosteum sinuatum[8], loài bản địa của một số vùng Đông Á

## Hóa học
5 loại ancaloit indol (vincosamide-6′-O-β-d-glucopyranoside (1), vincosamide (2), strictosamide (3), strictosidine (4) và 5(S)-5-carboxystrictosidine (5)), hai loại glycoside (urceolide (6) và 4(S)-4-hydroxyurceolide (7)), 10 loại iridoid (triohimas A–C, naucledal, secologanin dimethyl acetal, grandifloroside, sweroside, loganin, vogeloside and (E)-aldosecologanin) được tìm thấy bên trong rễ của loài Triosteum pinnatifidum. Trong đó loganin và secologanin chất đặc trưng của họ Kim ngân và  cho thấy mối quan hệ gần gũi giữa Triosteum và chi Kim ngân (Lonicera).

## Sử dụng
Một số loài trong chi được trồng làm cảnh vì màu sắc sặc sỡ của quả, mặc dù chúng bị coi là một loại cỏ dại. Tuy nhiên, hoa của chúng lại nhỏ hơn và không đẹp bằng hoa của chi Kim ngân.
- Các loài bản địa của Bắc Mỹ: Quả phơi khô và rang chín, sử dụng thay thế cà phê. Tuy nhiên, chúng chủ yếu được đánh giá cao về tính dược[12].
- Các loài bản địa của Đông Á: Quả của T. himalayanum được xem là một vị thảo dược có thể "lọc máu", tức nhuận tràng và lợi tiểu[13][14].